# Sandy Springs
Sandy Springs è una città degli Stati Uniti d'America nella contea di Fulton dello Stato della Georgia. È localizzata appena a nord della città di Atlanta della quale è il maggior sobborgo.